# 宗形清氏
宗形清氏（生卒年不详）是日本的皇族，宗像大社第1代大宫司。他是宇多天皇的皇子，官位为正三位中纳言，于延喜14年（914年）就任宗像大社大宫司，子孙世袭任大宫司。儿子是宗形氏男。
清氏原先叫光远亲王，就任宗像大社大宫司后改名为宗形清氏。